# Ptilodexia halone
Ptilodexia halone là một loài ruồi trong họ Tachinidae.